# Darryl O'Young

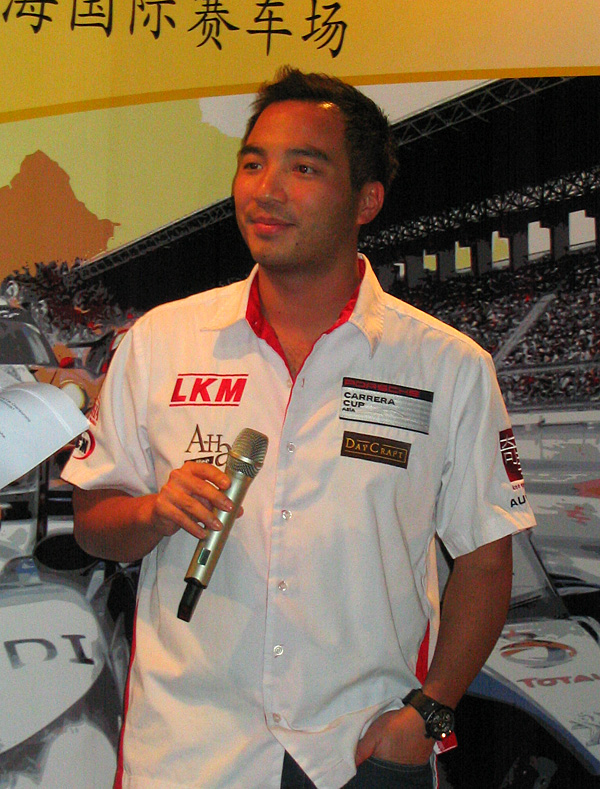
Darryl O'Young in 2010.

Darryl O'Young Yeuk-Hay (Chinees: 歐陽若曦, Hanyu pinyin: Ouyáng Ruoxi, Vancouver, British Columbia, Canada, 26 maart 1980) is een Canadees-Hongkongs autocoureur.

## Carrière
O'Young begon in 1988 op achtjarige leeftijd in het karting. Het hoogtepunt van zijn kartcarrière was het winnen van het Canadese en het Amerikaanse kartkampioenschap in hetzelfde jaar.
Na vele seizoenen in de sportscars, waar hij onder andere in de Porsche Supercup en de FIA GT deelnam en in 2009 in de 24 uur van Le Mans startte, maakte O'Young in 2010 zijn debuut in het World Touring Car Championship voor het team bamboo-engineering in een Chevrolet Lacetti als de teamgenoot van Harry Vaulkhard. Hij werd hiermee de eerste Chinees die fulltime in het WTCC uitkwam. Op het Automotodrom Brno behaalde hij zijn eerste poleposition, maar in de race zakte hij terug naar de zevende plaats, wat wel zijn beste resultaat van het seizoen was. Hij eindigde als vijftiende in het coureurskampioenschap, als vierde in het independentskampioenschap en ook als vierde in het rookiekampioenschap.
In 2011 bleef O'Young rijden voor Bamboo. In het tweede raceweekend op het Circuit Zolder behaalde hij in de tweede race zijn beste WTCC-resultaat ooit met een vierde plaats. In de tweede race op het Suzuka International Racing Course startte hij opnieuw van pole position, maar door een slechte start werd hij van achteren geraakt door Gabriele Tarquini, waardoor hij uit moest vallen. Uiteindelijk eindigde hij als veertiende in het coureurskampioenschap en als zesde in het independentskampioenschap.
In 2012 stapte O'Young over naar het nieuwe team Special Tuning Racing in een Seat Leon. In het eerste raceweekend op het Autodromo Nazionale Monza kon hij niet starten na een brand in zijn auto in de warming-upsessie op zondagochtend. Ook op de Salzburgring moest hij de tweede race missen door een blessure opgelopen in de eerste race na een crash met landgenoot Charles Ng. Voorafgaand aan het raceweekend op Suzuka verliet hij STR om terug te gaan naar Bamboo voor de laatste drie raceweekenden van het seizoen. Uiteindelijk eindigde hij als veertiende in het coureurskampioenschap en als zesde in het independentskampioenschap.
In 2013 stapte O'Young over naar ROAL Motorsport in een BMW 320 TC naast Tom Coronel. In de tweede race op Monza behaalde hij pole position, maar kwam in de race niet verder dan de twaalfde plaats. Met twee raceweekenden te gaan staat hij op de negentiende plaats in het coureurskampioenschap en op de zesde plaats in het independentskampioenschap.
In 2013 reed O'Young voor de tweede keer de 24 uur van Le Mans, waarin hij met Piergiuseppe Perazzini en Lorenzo Casè tweede werd in de LMGTE Am-klasse.